# Claude Cabanes
Pour les articles homonymes, voir Cabanes.
Claude Cabanes, né le 29 avril 1936 à Toulouse et mort le 25 août 2015 à Paris, est un journaliste et écrivain français.

## Biographie
Licencié en droit, Claude Cabanes adhère au PCF en 1962, au lendemain de la guerre d’Algérie qui l’a profondément révolté. Il devient permanent du parti en 1968. Il entre en 1971 comme rédacteur à l'hebdomadaire communiste L'Humanité Dimanche, dont il est successivement chef du service culturel (1973), adjoint au chef du service politique (1975), puis rédacteur en chef adjoint (1976). Deux ans plus tard, il assume les mêmes fonctions au quotidien l'Humanité, avant d'être nommé fin 1981 chef du service culturel des deux publications du PCF.
Il occupe ensuite le poste de rédacteur en chef de L'Humanité pendant seize ans, de 1984 à 2000, succédant à René Andrieu. Cette même année, écarté de la rédaction au moment où le collège exécutif du PCF restructure le journal en proie à des difficultés financières, il y devient éditorialiste jusqu'en 2015.
Claude Cabanes est également polémiste dans l'émission On refait le monde sur RTL de 2003 à 2015 et un collaborateur du journal Service littéraire.
Il est membre du jury du prix des Hussards.
Il meurt le 25 août 2015 d'un cancer à l'âge de 79 ans, et est inhumé au cimetière du Père-Lachaise (97e division), dans le tombeau du comité national du Parti communiste français.

## Publications
- Le siècle dans la peau, Maren Sell Éditeurs, 2005  (ISBN 2350040100)
- Éloge de la vulgarité, Éditions du Rocher, 2011